# Pełne morze
Pełne morze (hiszp. Alta mar) – hiszpański serial kryminalno-historyczny, udostępniony w Netflixie 24 maja 2019. Planowany czwarty sezon serialu został anulowany przez produkcję.

## Fabuła
Dwie siostry odkrywają rodzinne sekrety po serii tajemniczych zgonów na luksusowym statku płynącym z Hiszpanii do Brazylii.
Obecnie dostępne są 3 sezony na platformie Netflix.

## Obsada[1]
- Ivana Baquero jako Eva Villanueva
- Alejandra Onieva jako Carolina Villanueva
- Manuela Vellés jako Luisa Castro Bermuâdez
- Jon Kortajarena jako Nicolás Vázquez
- Eloy Azorín jako Fernando Fábregas
- José Sacristán jako Pedro Villanueva
- Chiqui Fernández jako Francisca de García
- Pepe Ocio jako doktor Rojas
- Laura Prats jako Clara
- Ignacio Montes jako Dimas Gómez
- Begoña Vargas jako Verónica de García
- Tamar Novas jako Sebastián de la Cuesta
- Daniel Lundh jako Pierre
- Luis Bermejo jako Mario Plazaola
- Antonio Durán jako detektyw Varela
- Eduardo Blanco jako kapitan Santiago Aguirre
- Félix Gómez jako Aníbal de Souza
- Natalia Rodríguez jako Natalia

## Lista odcinków[2]
| Sezon | Sezon | Odcinki | Oryginalna emisja | Oryginalna emisja | Oryginalna emisja | Oryginalna emisja |
| Sezon | Sezon | Odcinki | Premiera sezonu   | Finał sezonu      | Premiera sezonu   | Finał sezonu      |
| ----- | ----- | ------- | ----------------- | ----------------- | ----------------- | ----------------- |
|       | 1     | 8       | 24 maja 2019 r.   | 24 maja 2019 r.   | 24 maja 2019 r.   | 24 maja 2019 r.   |
|       | 2     | 8       | 22 listopada 2019 | 22 listopada 2019 | 22 listopada 2019 | 22 listopada 2019 |
|       | 3     | 6       | 7 sierpnia 2020   | 7 sierpnia 2020   | 7 sierpnia 2020   | 7 sierpnia 2020   |